# Recopa de Europa 1997-98
La Recopa de Europa 1997-98 fue la trigésima octava edición de la Recopa de Europa, en la que participaron los campeones nacionales de copa en la temporada anterior. En esta edición participaron 47 clubes representantes de sus respectivas federaciones. El FC Barcelona, vigente campeón no defendió el título al disputar esa misma temporada la Liga de Campeones de la UEFA, en calidad de subcampeón de la liga de su país.
La final, disputada a partido único, enfrentó al Chelsea FC con el VfB Stuttgart en el Estadio Råsunda, en Estocolmo, donde venció el conjunto londinense por 1-0.

## Participantes
| Primera ronda    | Primera ronda     | Primera ronda      | Primera ronda    |
| ---------------- | ----------------- | ------------------ | ---------------- |
| Vicenza          | Real Betis        | Nice               | VfB Stuttgart    |
| Roda             | Boavista          | Chelsea            | Kocaelispor      |
| AEK Athens       | Sturm Graz        | Lokomotiv Moscow   | Germinal Ekeren  |
| Copenhagen       | AIK               | Tromsø             | Slavia Prague    |
| Luzern           |                   |                    |                  |
| Ronda previa     |                   |                    |                  |
| Legia Warsaw     | Kilmarnock        | National București | NK Zagreb        |
| Shakhtar Donetsk | APOEL             | Hapoel Be'er Sheva | BVSC Budapest    |
| Dinamo Batumi    | Slovan Bratislava | Dinaburg           | Primorje         |
| HJK              | Belshina Bobruisk | ÍBV                | Levski Sofia     |
| Sloga Jugomagnat | Žalgiris Vilnius  | Zimbru Chișinău    | Glenavon         |
| Balzers          | Cwmbrân Town      | Red Star Belgrade  | Tallinna Sadam   |
| Hibernians       | Shelbourne        | Ararat Yerevan     | Union Luxembourg |
| HB Tórshavn      | Kapaz             |                    |                  |

## Ronda previa
| Equipo 1         | Agr.        | Equipo 2           | Ida | Vuelta |
| ---------------- | ----------- | ------------------ | --- | ------ |
| HB Tórshavn      | 1–7         | APOEL              | 1–1 | 0–6    |
| Hibernians       | 0–4         | ÍBV                | 0–1 | 0–3    |
| Glenavon         | 1–5         | Legia Warsaw       | 1–1 | 0–4    |
| Cwmbrân Town     | 2–12        | Național București | 2–5 | 0–7    |
| Žalgiris Vilnius | 1–2 (t. s.) | Hapoel Be'er Sheva | 0–0 | 1–2    |
| Zimbru Chișinău  | 1–4         | Shakhtar Donetsk   | 1–1 | 0–3    |
| Dinaburg         | 2–0         | Kapaz              | 1–0 | 1–0    |
| Kilmarnock       | 3–2         | Shelbourne         | 2–1 | 1–1    |
| HJK              | 1–3         | Red Star Belgrade  | 1–0 | 0–3    |
| Sloga Jugomagnat | 1–4         | NK Zagreb          | 1–2 | 0–2    |
| Balzers          | 1–5         | BVSC Budapest      | 1–3 | 0–2    |
| Tallinna Sadam   | 2–5         | Belshina Bobruisk  | 1–1 | 1–4    |
| Primorje         | 3–0         | Union Luxembourg   | 2–0 | 1–0    |
| Levski Sofia     | 2–3         | Slovan Bratislava  | 1–1 | 1–2    |
| Dinamo Batumi    | 2–3         | Ararat Yerevan     | 0–3 | 2–0    |

Ida
| 14-8-1997 | HB Tórshavn | 1–1     | APOEL          | Svangaskarð, Toftir                                    |                                                        |
|           | Arge 19'    | Reporte | Alexandrou 40' | Asistencia: 62 espectadores Árbitro(s): Oleg Timofejev | Asistencia: 62 espectadores Árbitro(s): Oleg Timofejev |

| 14-8-1997 | Hibernians | 0–1     | ÍBV             | Ta' Qali National Stadium, Ta' Qali                    |                                                        |
|           |            | Reporte | Guðmundsson 70' | Asistencia: 631 espectadores Árbitro(s): Stuart Dougal | Asistencia: 631 espectadores Árbitro(s): Stuart Dougal |

| 14-8-1997 | Glenavon                          | 1–1     | Legia Warsaw   | Mourneview Park, Lurgan                                         |                                                                 |
|           | Tony Grant (Irish footballer) 59' | Reporte | Sokołowski 33' | Asistencia: 1,075 espectadores Árbitro(s): Juan Fernández Marin | Asistencia: 1,075 espectadores Árbitro(s): Juan Fernández Marin |

| 14-8-1997 | Cwmbrân Town                      | 2–5     | Național București                            | Cwmbran Stadium, Cwmbran                                  |                                                           |
|           | Parfitt 75' (pen.) · Townsend 83' | Reporte | Vasc 31' · Niculescu 47', 61' · Liță 76', 80' | Asistencia: 1,800 espectadores Árbitro(s): Sergey Shmolik | Asistencia: 1,800 espectadores Árbitro(s): Sergey Shmolik |

| 14-8-1997 | Žalgiris Vilnius | 0–0     | Hapoel Be'er Sheva | Žalgiris Stadium, Vilnius                                |                                                          |
|           |                  | Reporte |                    | Asistencia: 2,000 espectadores Árbitro(s): Morgan Norman | Asistencia: 2,000 espectadores Árbitro(s): Morgan Norman |

| 14-8-1997 | Zimbru Chișinău | 1–1     | Shakhtar Donetsk | Stadionul Republican, Chişinău                            |                                                           |
|           | Zgura 72'       | Reporte | Atelkin 45'      | Asistencia: 2,500 espectadores Árbitro(s): Taras Bezubyak | Asistencia: 2,500 espectadores Árbitro(s): Taras Bezubyak |

| 14-8-1997 | Dinaburg     | 1–0     | Kapaz | Celtnieks Stadium, Daugavpils                           |                                                         |
|           | Tarasovs 36' | Reporte |       | Asistencia: 1,000 espectadores Árbitro(s): Alan Howells | Asistencia: 1,000 espectadores Árbitro(s): Alan Howells |

| 14-8-1997 | Kilmarnock             | 2–1     | Shelbourne     | Rugby Park, Kilmarnock                                     |                                                            |
|           | Wright 66' (pen.), 90' | Reporte | Rutherford 12' | Asistencia: 9,041 espectadores Árbitro(s): Vasyl Melnychuk | Asistencia: 9,041 espectadores Árbitro(s): Vasyl Melnychuk |

| 14-8-1997 | HJK       | 1–0     | Red Star Belgrade | Helsinki Olympic Stadium, Helsinki                     |                                                        |
|           | Helin 58' | Reporte |                   | Asistencia: 5,140 espectadores Árbitro(s): Hugh Dallas | Asistencia: 5,140 espectadores Árbitro(s): Hugh Dallas |

| 14-8-1997 | Sloga Jugomagnat | 1–2     | NK Zagreb             | Gradski stadion, Skopie                                       |                                                               |
|           | Petkov 60'       | Reporte | Bule 65' · Čižmek 90' | Asistencia: 3,000 espectadores Árbitro(s): Andreas Schluchter | Asistencia: 3,000 espectadores Árbitro(s): Andreas Schluchter |

| 14-8-1997 | Balzers      | 1–3     | BVSC Budapest                              | Sportplatz Rheinau, Balzers |                          |
|           | Wörnhard 38' | Reporte | Telser 50' (a.g.) · Füzi 76' · Csordás 84' | Árbitro(s): Ante Kulušić    | Árbitro(s): Ante Kulušić |

| 14-8-1997 | Tallinna Sadam | 1–1     | Belshina Bobruisk | Kadriorg Stadium, Tallin                               |                                                        |
|           | Olumets 48'    | Reporte | Khripach 19'      | Asistencia: 332 espectadores Árbitro(s): Leslie Irvine | Asistencia: 332 espectadores Árbitro(s): Leslie Irvine |

| 14-8-1997 | Primorje                        | 2–0     | Union Luxembourg | Ajdovščina Football Stadium, Ajdovščina                |                                                        |
|           | Sabadin 37' · Ščulac 85' (pen.) | Reporte |                  | Asistencia: 1,200 espectadores Árbitro(s): Roland Beck | Asistencia: 1,200 espectadores Árbitro(s): Roland Beck |

| 14-8-1997 | Levski Sofia  | 1–1     | Slovan Bratislava | Vasil Levski National Stadium, Sofía                             |                                                                  |
|           | G. Ivanov 18' | Reporte | Novák 64'         | Asistencia: 14,373 espectadores Árbitro(s): Juan Ansuátegui Roca | Asistencia: 14,373 espectadores Árbitro(s): Juan Ansuátegui Roca |

| 14-8-1997 | Dinamo Batumi                                 | 0–3 (Anulado) | Ararat Yerevan                   | Tsentral Stadium, Batumi                                          |                                                                   |
| | Guchua 25', 31' · Glonti 78' · Shekiladze 90' | Reporte       | Ter-Petrosyan 59' · Nazaryan 81' | Asistencia: 4,500 espectadores Árbitro(s): Manfred Schüttengruber | Asistencia: 4,500 espectadores Árbitro(s): Manfred Schüttengruber |
| El partido terminó 4–2 a favor del Dinamo Batumi, pero se anuló y se le dio por perdido por alineación indebida de Sotogashvili. |                                               |               |                                  |                                                                   |                                                                   |

Vuelta
| 28-8-1997 | APOEL                                                                 | 6–0 (Global 7-1) | HB Tórshavn | Makario Stadium, Nicosia                                 |                                                          |
|           | Hörtnagl 15', 21' · Sotiriou 52' · Ioannou 77', 79' · Fasouliotis 81' | Reporte          |             | Asistencia: 3,498 espectadores Árbitro(s): Konrad Plautz | Asistencia: 3,498 espectadores Árbitro(s): Konrad Plautz |

| 27-8-1997 | ÍBV                                 | 3–0 (Global 4-0) | Hibernians | Hásteinsvöllur, Vestmannaeyjar                             |                                                            |
|           | Helgason 22' · Guðmundsson 34', 88' | Reporte          |            | Asistencia: 1,400 espectadores Árbitro(s): Juha Hirviniemi | Asistencia: 1,400 espectadores Árbitro(s): Juha Hirviniemi |

| 28-8-1997 | Legia Warsaw                                            | 4–0 (Global 5-1) | Glenavon | Polish Army Stadium, Varsovia                            |                                                          |
|           | Kacprzak 73' · Sokołowski 75', 89' (pen.) · Skrzyek 85' | Reporte          |          | Asistencia: 4,000 espectadores Árbitro(s): Loizos Loizou | Asistencia: 4,000 espectadores Árbitro(s): Loizos Loizou |

| 28-8-1997 | Național București                                                  | 7–0 (Global 12-2) | Cwmbrân Town | Stadionul Cotroceni, Bucharest                            |                                                           |
|           | Niculescu 15' · Pigulea 23', 41', 70' · Albeanu 25', 38' · Savu 47' | Reporte           |              | Asistencia: 2,500 espectadores Árbitro(s): Roger Philippi | Asistencia: 2,500 espectadores Árbitro(s): Roger Philippi |

| 28-8-1997 | Hapoel Be'er Sheva                  | 2–1 (t. s.)(Global 2-1) | Žalgiris Vilnius | Vasermil Stadium, Be'er Sheva                           |                                                         |
|           | Benayoun 106' (pen.) · Buchnik 115' | Reporte                 | Radžius 96'      | Asistencia: 8,700 espectadores Árbitro(s): Attila Juhos | Asistencia: 8,700 espectadores Árbitro(s): Attila Juhos |

| 28-8-1997 | Shakhtar Donetsk                        | 3–0 (Global 4-1) | Zimbru Chișinău | Shakhtar Central Stadium, Donetsk                              |                                                                |
|           | Orbu 28' · Atelkin 44' · Kriventsov 81' | Reporte          |                 | Asistencia: 21,000 espectadores Árbitro(s): Dan Dragoş Crăciun | Asistencia: 21,000 espectadores Árbitro(s): Dan Dragoş Crăciun |

| 28-8-1997 | Kapaz | 0–1 (Global 0-2) | Dinaburg   | Ganja City Stadium, Ganja                                  |                                                            |
|           |       | Reporte          | Isayev 70' | Asistencia: 10,286 espectadores Árbitro(s): Milan Mitrović | Asistencia: 10,286 espectadores Árbitro(s): Milan Mitrović |

| 28-8-1997 | Shelbourne | 1–1 (Global 2-3) | Kilmarnock   | Tolka Park, Dublín                                                |                                                                   |
|           | Baker 38'  | Reporte          | McIntyre 22' | Asistencia: 8,100 espectadores Árbitro(s): Jorge Monteiro Coroado | Asistencia: 8,100 espectadores Árbitro(s): Jorge Monteiro Coroado |

| 28-8-1997 | Red Star Belgrade                     | 3–0 (Global 3-1) | HJK | Estadio Estrella Roja, Belgrade                          |                                                          |
|           | Stanković 6', 25' · Njeguš 90' (pen.) | Reporte          |     | Asistencia: 24,375 espectadores Árbitro(s): Robert Boggi | Asistencia: 24,375 espectadores Árbitro(s): Robert Boggi |

| 28-8-1997 | NK Zagreb          | 2–0 (Global 4-1) | Sloga Jugomagnat | Stadion Kranjčevićeva, Zagreb                         |                                                       |
|           | Sopić 2' · Bule 7' | Reporte          |                  | Asistencia: 669 espectadores Árbitro(s): Eric Blareau | Asistencia: 669 espectadores Árbitro(s): Eric Blareau |

| 28-8-1997 | BVSC Budapest              | 2–0 (Global 5-1) | Balzers | Szőnyi úti Stadion, Budapest                                |                                                             |
|           | Komlósi 12' · Bükszegi 90' | Reporte          |         | Asistencia: 1,500 espectadores Árbitro(s): Richard O'Hanlon | Asistencia: 1,500 espectadores Árbitro(s): Richard O'Hanlon |

| 28-8-1997 | Belshina Bobruisk                                         | 4–1 (Global 5-2) | Tallinna Sadam     | Dinamo Stadium, Minsk                                      |                                                            |
|           | Smirnykh 3' · Timofeev 58' · Hlebasolaw 74' · Putrash 75' | Reporte          | Rychkov 69' (pen.) | Asistencia: 1,365 espectadores Árbitro(s): Ladislav Gádoši | Asistencia: 1,365 espectadores Árbitro(s): Ladislav Gádoši |

| 28-8-1997 | Union Luxembourg | 0–1 (Global 0-3) | Primorje    | Stade Achille Hammerel, Luxembourg                   |                                                      |
|           |                  | Reporte          | Rudonja 18' | Asistencia: 400 espectadores Árbitro(s): Vanco Kocev | Asistencia: 400 espectadores Árbitro(s): Vanco Kocev |

| 28-8-1997 | Slovan Bratislava      | 2–1 (Global 3-2) | Levski Sofia | Tehelné pole, Bratislava                                   |                                                            |
|           | Novák 15' · Mužlay 51' | Reporte          | Todorov 2'   | Asistencia: 6,800 espectadores Árbitro(s): Claude Détruche | Asistencia: 6,800 espectadores Árbitro(s): Claude Détruche |

| 28-8-1997 | Ararat Yerevan | 0–2 (Global 3-2) | Dinamo Batumi                   | Hrazdan Stadium, Ereván                                    |                                                            |
|           |                | Reporte          | Torgashvili 2' · Makharadze 36' | Asistencia: 1,700 espectadores Árbitro(s): Marek Kowalczyk | Asistencia: 1,700 espectadores Árbitro(s): Marek Kowalczyk |

## Rondas finales
|  | Primera ronda                                                | Primera ronda                                                | Primera ronda                                                | Primera ronda                                                |   |                  | Octavos de final                                            | Octavos de final                                            | Octavos de final                                            | Octavos de final                                            |  |              | Cuartos de final                                      | Cuartos de final                                      | Cuartos de final                                      | Cuartos de final                                      |  |           | Semifinales                                           | Semifinales                                           | Semifinales                                           | Semifinales                                           |  |         | Final                                         | Final                                         |  |
|  | 18 de septiembre de 1997 (ida) 2 de octubre de 1997 (vuelta) | 18 de septiembre de 1997 (ida) 2 de octubre de 1997 (vuelta) | 18 de septiembre de 1997 (ida) 2 de octubre de 1997 (vuelta) | 18 de septiembre de 1997 (ida) 2 de octubre de 1997 (vuelta) |   |                  | 23 de octubre de 1997 (ida) 6 de noviembre de 1997 (vuelta) | 23 de octubre de 1997 (ida) 6 de noviembre de 1997 (vuelta) | 23 de octubre de 1997 (ida) 6 de noviembre de 1997 (vuelta) | 23 de octubre de 1997 (ida) 6 de noviembre de 1997 (vuelta) |  |              | 5 de marzo de 1998 (ida) 19 de marzo de 1998 (vuelta) | 5 de marzo de 1998 (ida) 19 de marzo de 1998 (vuelta) | 5 de marzo de 1998 (ida) 19 de marzo de 1998 (vuelta) | 5 de marzo de 1998 (ida) 19 de marzo de 1998 (vuelta) |  |           | 2 de abril de 1998 (ida) 16 de abril de 1998 (vuelta) | 2 de abril de 1998 (ida) 16 de abril de 1998 (vuelta) | 2 de abril de 1998 (ida) 16 de abril de 1998 (vuelta) | 2 de abril de 1998 (ida) 16 de abril de 1998 (vuelta) |  |         | 13 de mayo de 1998 Estadio Råsunda, Estocolmo | 13 de mayo de 1998 Estadio Råsunda, Estocolmo |  |
|  |                                                              |                                                              |                                                              |                                                              |   |                  |                                                             |                                                             |                                                             |                                                             |  |              |                                                       |                                                       |                                                       |                                                       |  |           |                                                       |                                                       |                                                       |                                                       |  |         |                                               |                                               |  |
|  |                                                              |                                                              |                                                              |                                                              |   |                  |                                                             |                                                             |                                                             |                                                             |  |              |                                                       |                                                       |                                                       |                                                       |  |           |                                                       |                                                       |                                                       |                                                       |  |         |                                               |                                               |  |
|  | Real Betis                                                   | 2                                                            | 2                                                            | 4                                                            |   |                  |                                                             |                                                             |                                                             |                                                             |  |              |                                                       |                                                       |                                                       |                                                       |  |           |                                                       |                                                       |                                                       |                                                       |  |         |                                               |                                               |  |
|  | Real Betis                                                   | 2                                                            | 2                                                            | 4                                                            |   |                  |                                                             |                                                             |                                                             |                                                             |  |              |                                                       |                                                       |                                                       |                                                       |  |           |                                                       |                                                       |                                                       |                                                       |  |         |                                               |                                               |  |
|  | BVCS Budapest                                                | 0                                                            | 0                                                            | 0                                                            |   |                  |                                                             |                                                             |                                                             |                                                             |  |              |                                                       |                                                       |                                                       |                                                       |  |           |                                                       |                                                       |                                                       |                                                       |  |         |                                               |                                               |  |
|  | BVCS Budapest                                                | 0                                                            | 0                                                            | 0                                                            |   | Real Betis       | 2                                                           | 1                                                           | 3                                                           |                                                             |  |              |                                                       |                                                       |                                                       |                                                       |  |           |                                                       |                                                       |                                                       |                                                       |  |         |                                               |                                               |  |
|  |                                                              |                                                              |                                                              |                                                              |   | Real Betis       | 2                                                           | 1                                                           | 3                                                           |                                                             |  |              |                                                       |                                                       |                                                       |                                                       |  |           |                                                       |                                                       |                                                       |                                                       |  |         |                                               |                                               |  |
|  |                                                              |                                                              | Copenhague                                                   | 0                                                            | 1 | 1                |                                                             |                                                             |                                                             |                                                             |  |              |                                                       |                                                       |                                                       |                                                       |  |           |                                                       |                                                       |                                                       |                                                       |  |         |                                               |                                               |  |
|  | Copenhague                                                   | 3                                                            | Copenhague                                                   | 0                                                            | 1 | 1                | 2                                                           | 5                                                           |                                                             |                                                             |  |              |                                                       |                                                       |                                                       |                                                       |  |           |                                                       |                                                       |                                                       |                                                       |  |         |                                               |                                               |  |
|  | Copenhague                                                   | 3                                                            |                                                              |                                                              |   |                  |                                                             |                                                             |                                                             |                                                             |  |              |                                                       |                                                       |                                                       |                                                       |  |           |                                                       |                                                       |                                                       |                                                       |  |         |                                               |                                               |  |
|  | Ararat Ereván                                                | 0                                                            | 0                                                            | 0                                                            |   |                  |                                                             |                                                             |                                                             |                                                             |  |              |                                                       |                                                       |                                                       |                                                       |  |           |                                                       |                                                       |                                                       |                                                       |  |         |                                               |                                               |  |
|  | Ararat Ereván                                                | 0                                                            | 0                                                            | 0                                                            |   |                  |                                                             |                                                             |                                                             |                                                             |  | Real Betis   | 1                                                     | 1                                                     | 2                                                     |                                                       |  |           |                                                       |                                                       |                                                       |                                                       |  |         |                                               |                                               |  |
|  |                                                              |                                                              |                                                              |                                                              |   |                  |                                                             |                                                             |                                                             |                                                             |  | Real Betis   | 1                                                     | 1                                                     | 2                                                     |                                                       |  |           |                                                       |                                                       |                                                       |                                                       |  |         |                                               |                                               |  |
|  |                                                              |                                                              | Chelsea                                                      | 2                                                            | 3 | 5                |                                                             |                                                             |                                                             |                                                             |  |              |                                                       |                                                       |                                                       |                                                       |  |           |                                                       |                                                       |                                                       |                                                       |  |         |                                               |                                               |  |
|  | NK Zagreb                                                    | 3                                                            | Chelsea                                                      | 2                                                            | 3 | 5                | 2                                                           | 5                                                           |                                                             |                                                             |  |              |                                                       |                                                       |                                                       |                                                       |  |           |                                                       |                                                       |                                                       |                                                       |  |         |                                               |                                               |  |
|  | NK Zagreb                                                    | 3                                                            |                                                              |                                                              |   |                  |                                                             |                                                             |                                                             |                                                             |  |              |                                                       |                                                       |                                                       |                                                       |  |           |                                                       |                                                       |                                                       |                                                       |  |         |                                               |                                               |  |
|  | Tromsø (t. s.)                                               | 2                                                            | 4                                                            | 6                                                            |   |                  |                                                             |                                                             |                                                             |                                                             |  |              |                                                       |                                                       |                                                       |                                                       |  |           |                                                       |                                                       |                                                       |                                                       |  |         |                                               |                                               |  |
|  | Tromsø (t. s.)                                               | 2                                                            | 4                                                            | 6                                                            |   | Tromsø           | 3                                                           | 1                                                           | 4                                                           |                                                             |  |              |                                                       |                                                       |                                                       |                                                       |  |           |                                                       |                                                       |                                                       |                                                       |  |         |                                               |                                               |  |
|  |                                                              |                                                              |                                                              |                                                              |   | Tromsø           | 3                                                           | 1                                                           | 4                                                           |                                                             |  |              |                                                       |                                                       |                                                       |                                                       |  |           |                                                       |                                                       |                                                       |                                                       |  |         |                                               |                                               |  |
|  |                                                              |                                                              | Chelsea                                                      | 2                                                            | 7 | 9                |                                                             |                                                             |                                                             |                                                             |  |              |                                                       |                                                       |                                                       |                                                       |  |           |                                                       |                                                       |                                                       |                                                       |  |         |                                               |                                               |  |
|  | Chelsea                                                      | 2                                                            | Chelsea                                                      | 2                                                            | 7 | 9                | 2                                                           | 4                                                           |                                                             |                                                             |  |              |                                                       |                                                       |                                                       |                                                       |  |           |                                                       |                                                       |                                                       |                                                       |  |         |                                               |                                               |  |
|  | Chelsea                                                      | 2                                                            |                                                              |                                                              |   |                  |                                                             |                                                             |                                                             |                                                             |  |              |                                                       |                                                       |                                                       |                                                       |  |           |                                                       |                                                       |                                                       |                                                       |  |         |                                               |                                               |  |
|  | Slovan Bratislava                                            | 0                                                            | 0                                                            | 0                                                            |   |                  |                                                             |                                                             |                                                             |                                                             |  |              |                                                       |                                                       |                                                       |                                                       |  |           |                                                       |                                                       |                                                       |                                                       |  |         |                                               |                                               |  |
|  | Slovan Bratislava                                            | 0                                                            | 0                                                            | 0                                                            |   |                  |                                                             |                                                             |                                                             |                                                             |  |              |                                                       |                                                       |                                                       |                                                       |  | Chelsea   | 0                                                     | 3                                                     | 3                                                     |                                                       |  |         |                                               |                                               |  |
|  |                                                              |                                                              |                                                              |                                                              |   |                  |                                                             |                                                             |                                                             |                                                             |  |              |                                                       |                                                       |                                                       |                                                       |  | Chelsea   | 0                                                     | 3                                                     | 3                                                     |                                                       |  |         |                                               |                                               |  |
|  |                                                              |                                                              | Vicenza                                                      | 1                                                            | 1 | 2                |                                                             |                                                             |                                                             |                                                             |  |              |                                                       |                                                       |                                                       |                                                       |  |           |                                                       |                                                       |                                                       |                                                       |  |         |                                               |                                               |  |
|  | AIK Estocolmo                                                | 0                                                            | Vicenza                                                      | 1                                                            | 1 | 2                | 1                                                           | 1                                                           |                                                             |                                                             |  |              |                                                       |                                                       |                                                       |                                                       |  |           |                                                       |                                                       |                                                       |                                                       |  |         |                                               |                                               |  |
|  | AIK Estocolmo                                                | 0                                                            |                                                              |                                                              |   |                  |                                                             |                                                             |                                                             |                                                             |  |              |                                                       |                                                       |                                                       |                                                       |  |           |                                                       |                                                       |                                                       |                                                       |  |         |                                               |                                               |  |
|  | NK Primorje (t. s.)                                          | 1                                                            | 1                                                            | 2                                                            |   |                  |                                                             |                                                             |                                                             |                                                             |  |              |                                                       |                                                       |                                                       |                                                       |  |           |                                                       |                                                       |                                                       |                                                       |  |         |                                               |                                               |  |
|  | NK Primorje (t. s.)                                          | 1                                                            | 1                                                            | 2                                                            |   | NK Primorje      | 0                                                           | 0                                                           | 0                                                           |                                                             |  |              |                                                       |                                                       |                                                       |                                                       |  |           |                                                       |                                                       |                                                       |                                                       |  |         |                                               |                                               |  |
|  |                                                              |                                                              |                                                              |                                                              |   | NK Primorje      | 0                                                           | 0                                                           | 0                                                           |                                                             |  |              |                                                       |                                                       |                                                       |                                                       |  |           |                                                       |                                                       |                                                       |                                                       |  |         |                                               |                                               |  |
|  |                                                              |                                                              | Roda JC                                                      | 2                                                            | 4 | 4                |                                                             |                                                             |                                                             |                                                             |  |              |                                                       |                                                       |                                                       |                                                       |  |           |                                                       |                                                       |                                                       |                                                       |  |         |                                               |                                               |  |
|  | Hapoel Be'er Sheva                                           | 1                                                            | Roda JC                                                      | 2                                                            | 4 | 4                | 0                                                           | 1                                                           |                                                             |                                                             |  |              |                                                       |                                                       |                                                       |                                                       |  |           |                                                       |                                                       |                                                       |                                                       |  |         |                                               |                                               |  |
|  | Hapoel Be'er Sheva                                           | 1                                                            |                                                              |                                                              |   |                  |                                                             |                                                             |                                                             |                                                             |  |              |                                                       |                                                       |                                                       |                                                       |  |           |                                                       |                                                       |                                                       |                                                       |  |         |                                               |                                               |  |
|  | Roda JC                                                      | 4                                                            | 10                                                           | 14                                                           |   |                  |                                                             |                                                             |                                                             |                                                             |  |              |                                                       |                                                       |                                                       |                                                       |  |           |                                                       |                                                       |                                                       |                                                       |  |         |                                               |                                               |  |
|  | Roda JC                                                      | 4                                                            | 10                                                           | 14                                                           |   |                  |                                                             |                                                             |                                                             |                                                             |  | Roda JC      | 1                                                     | 0                                                     | 1                                                     |                                                       |  |           |                                                       |                                                       |                                                       |                                                       |  |         |                                               |                                               |  |
|  |                                                              |                                                              |                                                              |                                                              |   |                  |                                                             |                                                             |                                                             |                                                             |  | Roda JC      | 1                                                     | 0                                                     | 1                                                     |                                                       |  |           |                                                       |                                                       |                                                       |                                                       |  |         |                                               |                                               |  |
|  |                                                              |                                                              | Vicenza                                                      | 4                                                            | 5 | 9                |                                                             |                                                             |                                                             |                                                             |  |              |                                                       |                                                       |                                                       |                                                       |  |           |                                                       |                                                       |                                                       |                                                       |  |         |                                               |                                               |  |
|  | Boavista                                                     | 2                                                            | Vicenza                                                      | 4                                                            | 5 | 9                | 1                                                           | 3                                                           |                                                             |                                                             |  |              |                                                       |                                                       |                                                       |                                                       |  |           |                                                       |                                                       |                                                       |                                                       |  |         |                                               |                                               |  |
|  | Boavista                                                     | 2                                                            |                                                              |                                                              |   |                  |                                                             |                                                             |                                                             |                                                             |  |              |                                                       |                                                       |                                                       |                                                       |  |           |                                                       |                                                       |                                                       |                                                       |  |         |                                               |                                               |  |
|  | Shakhtar Donetsk                                             | 3                                                            | 1                                                            | 4                                                            |   |                  |                                                             |                                                             |                                                             |                                                             |  |              |                                                       |                                                       |                                                       |                                                       |  |           |                                                       |                                                       |                                                       |                                                       |  |         |                                               |                                               |  |
|  | Shakhtar Donetsk                                             | 3                                                            | 1                                                            | 4                                                            |   | Shakhtar Donetsk | 1                                                           | 1                                                           | 2                                                           |                                                             |  |              |                                                       |                                                       |                                                       |                                                       |  |           |                                                       |                                                       |                                                       |                                                       |  |         |                                               |                                               |  |
|  |                                                              |                                                              |                                                              |                                                              |   | Shakhtar Donetsk | 1                                                           | 1                                                           | 2                                                           |                                                             |  |              |                                                       |                                                       |                                                       |                                                       |  |           |                                                       |                                                       |                                                       |                                                       |  |         |                                               |                                               |  |
|  |                                                              |                                                              | Vicenza                                                      | 3                                                            | 2 | 5                |                                                             |                                                             |                                                             |                                                             |  |              |                                                       |                                                       |                                                       |                                                       |  |           |                                                       |                                                       |                                                       |                                                       |  |         |                                               |                                               |  |
|  | Vicenza                                                      | 2                                                            | Vicenza                                                      | 3                                                            | 2 | 5                | 1                                                           | 3                                                           |                                                             |                                                             |  |              |                                                       |                                                       |                                                       |                                                       |  |           |                                                       |                                                       |                                                       |                                                       |  |         |                                               |                                               |  |
|  | Vicenza                                                      | 2                                                            |                                                              |                                                              |   |                  |                                                             |                                                             |                                                             |                                                             |  |              |                                                       |                                                       |                                                       |                                                       |  |           |                                                       |                                                       |                                                       |                                                       |  |         |                                               |                                               |  |
|  | Legia de Varsovia                                            | 0                                                            | 1                                                            | 1                                                            |   |                  |                                                             |                                                             |                                                             |                                                             |  |              |                                                       |                                                       |                                                       |                                                       |  |           |                                                       |                                                       |                                                       |                                                       |  |         |                                               |                                               |  |
|  | Legia de Varsovia                                            | 0                                                            | 1                                                            | 1                                                            |   |                  |                                                             |                                                             |                                                             |                                                             |  |              |                                                       |                                                       |                                                       |                                                       |  |           |                                                       |                                                       |                                                       |                                                       |  | Chelsea | 1                                             |                                               |  |
|  |                                                              |                                                              |                                                              |                                                              |   |                  |                                                             |                                                             |                                                             |                                                             |  |              |                                                       |                                                       |                                                       |                                                       |  |           |                                                       |                                                       |                                                       |                                                       |  | Chelsea | 1                                             |                                               |  |
|  |                                                              |                                                              | Stuttgart                                                    | 0                                                            |   |                  |                                                             |                                                             |                                                             |                                                             |  |              |                                                       |                                                       |                                                       |                                                       |  |           |                                                       |                                                       |                                                       |                                                       |  |         |                                               |                                               |  |
|  | Nice                                                         | 3                                                            | Stuttgart                                                    | 0                                                            | 1 | 4                |                                                             |                                                             |                                                             |                                                             |  |              |                                                       |                                                       |                                                       |                                                       |  |           |                                                       |                                                       |                                                       |                                                       |  |         |                                               |                                               |  |
|  | Nice                                                         | 3                                                            |                                                              |                                                              |   |                  |                                                             |                                                             |                                                             |                                                             |  |              |                                                       |                                                       |                                                       |                                                       |  |           |                                                       |                                                       |                                                       |                                                       |  |         |                                               |                                               |  |
|  | Kilmarnock                                                   | 1                                                            | 1                                                            | 2                                                            |   |                  |                                                             |                                                             |                                                             |                                                             |  |              |                                                       |                                                       |                                                       |                                                       |  |           |                                                       |                                                       |                                                       |                                                       |  |         |                                               |                                               |  |
|  | Kilmarnock                                                   | 1                                                            | 1                                                            | 2                                                            |   | Nice             | 2                                                           | 1                                                           | 3                                                           |                                                             |  |              |                                                       |                                                       |                                                       |                                                       |  |           |                                                       |                                                       |                                                       |                                                       |  |         |                                               |                                               |  |
|  |                                                              |                                                              |                                                              |                                                              |   | Nice             | 2                                                           | 1                                                           | 3                                                           |                                                             |  |              |                                                       |                                                       |                                                       |                                                       |  |           |                                                       |                                                       |                                                       |                                                       |  |         |                                               |                                               |  |
|  |                                                              |                                                              | Slavia Praga (v.)                                            | 2                                                            | 1 | 3                |                                                             |                                                             |                                                             |                                                             |  |              |                                                       |                                                       |                                                       |                                                       |  |           |                                                       |                                                       |                                                       |                                                       |  |         |                                               |                                               |  |
|  | Slavia Praga                                                 | 4                                                            | Slavia Praga (v.)                                            | 2                                                            | 1 | 3                | 2                                                           | 6                                                           |                                                             |                                                             |  |              |                                                       |                                                       |                                                       |                                                       |  |           |                                                       |                                                       |                                                       |                                                       |  |         |                                               |                                               |  |
|  | Slavia Praga                                                 | 4                                                            |                                                              |                                                              |   |                  |                                                             |                                                             |                                                             |                                                             |  |              |                                                       |                                                       |                                                       |                                                       |  |           |                                                       |                                                       |                                                       |                                                       |  |         |                                               |                                               |  |
|  | Lucerna                                                      | 2                                                            | 0                                                            | 2                                                            |   |                  |                                                             |                                                             |                                                             |                                                             |  |              |                                                       |                                                       |                                                       |                                                       |  |           |                                                       |                                                       |                                                       |                                                       |  |         |                                               |                                               |  |
|  | Lucerna                                                      | 2                                                            | 0                                                            | 2                                                            |   |                  |                                                             |                                                             |                                                             |                                                             |  | Slavia Praga | 1                                                     | 0                                                     | 1                                                     |                                                       |  |           |                                                       |                                                       |                                                       |                                                       |  |         |                                               |                                               |  |
|  |                                                              |                                                              |                                                              |                                                              |   |                  |                                                             |                                                             |                                                             |                                                             |  | Slavia Praga | 1                                                     | 0                                                     | 1                                                     |                                                       |  |           |                                                       |                                                       |                                                       |                                                       |  |         |                                               |                                               |  |
|  |                                                              |                                                              | Stuttgart                                                    | 1                                                            | 2 | 3                |                                                             |                                                             |                                                             |                                                             |  |              |                                                       |                                                       |                                                       |                                                       |  |           |                                                       |                                                       |                                                       |                                                       |  |         |                                               |                                               |  |
|  | Germinal Ekeren                                              | 3                                                            | Stuttgart                                                    | 1                                                            | 2 | 3                | 1                                                           | 4                                                           |                                                             |                                                             |  |              |                                                       |                                                       |                                                       |                                                       |  |           |                                                       |                                                       |                                                       |                                                       |  |         |                                               |                                               |  |
|  | Germinal Ekeren                                              | 3                                                            |                                                              |                                                              |   |                  |                                                             |                                                             |                                                             |                                                             |  |              |                                                       |                                                       |                                                       |                                                       |  |           |                                                       |                                                       |                                                       |                                                       |  |         |                                               |                                               |  |
|  | Estrella Roja                                                | 2                                                            | 1                                                            | 3                                                            |   |                  |                                                             |                                                             |                                                             |                                                             |  |              |                                                       |                                                       |                                                       |                                                       |  |           |                                                       |                                                       |                                                       |                                                       |  |         |                                               |                                               |  |
|  | Estrella Roja                                                | 2                                                            | 1                                                            | 3                                                            |   | Germinal Ekeren  | 0                                                           | 4                                                           | 4                                                           |                                                             |  |              |                                                       |                                                       |                                                       |                                                       |  |           |                                                       |                                                       |                                                       |                                                       |  |         |                                               |                                               |  |
|  |                                                              |                                                              |                                                              |                                                              |   | Germinal Ekeren  | 0                                                           | 4                                                           | 4                                                           |                                                             |  |              |                                                       |                                                       |                                                       |                                                       |  |           |                                                       |                                                       |                                                       |                                                       |  |         |                                               |                                               |  |
|  |                                                              |                                                              | Stuttgart                                                    | 4                                                            | 2 | 6                |                                                             |                                                             |                                                             |                                                             |  |              |                                                       |                                                       |                                                       |                                                       |  |           |                                                       |                                                       |                                                       |                                                       |  |         |                                               |                                               |  |
|  | ÍBV                                                          | 1                                                            | Stuttgart                                                    | 4                                                            | 2 | 6                | 1                                                           | 2                                                           |                                                             |                                                             |  |              |                                                       |                                                       |                                                       |                                                       |  |           |                                                       |                                                       |                                                       |                                                       |  |         |                                               |                                               |  |
|  | ÍBV                                                          | 1                                                            |                                                              |                                                              |   |                  |                                                             |                                                             |                                                             |                                                             |  |              |                                                       |                                                       |                                                       |                                                       |  |           |                                                       |                                                       |                                                       |                                                       |  |         |                                               |                                               |  |
|  | Stuttgart                                                    | 3                                                            | 2                                                            | 5                                                            |   |                  |                                                             |                                                             |                                                             |                                                             |  |              |                                                       |                                                       |                                                       |                                                       |  |           |                                                       |                                                       |                                                       |                                                       |  |         |                                               |                                               |  |
|  | Stuttgart                                                    | 3                                                            | 2                                                            | 5                                                            |   |                  |                                                             |                                                             |                                                             |                                                             |  |              |                                                       |                                                       |                                                       |                                                       |  | Stuttgart | 2                                                     | 1                                                     | 3                                                     |                                                       |  |         |                                               |                                               |  |
|  |                                                              |                                                              |                                                              |                                                              |   |                  |                                                             |                                                             |                                                             |                                                             |  |              |                                                       |                                                       |                                                       |                                                       |  | Stuttgart | 2                                                     | 1                                                     | 3                                                     |                                                       |  |         |                                               |                                               |  |
|  |                                                              |                                                              | Lokomotiv Moscú                                              | 1                                                            | 0 | 1                |                                                             |                                                             |                                                             |                                                             |  |              |                                                       |                                                       |                                                       |                                                       |  |           |                                                       |                                                       |                                                       |                                                       |  |         |                                               |                                               |  |
|  | AEK Atenas                                                   | 5                                                            | Lokomotiv Moscú                                              | 1                                                            | 0 | 1                | 4                                                           | 9                                                           |                                                             |                                                             |  |              |                                                       |                                                       |                                                       |                                                       |  |           |                                                       |                                                       |                                                       |                                                       |  |         |                                               |                                               |  |
|  | AEK Atenas                                                   | 5                                                            |                                                              |                                                              |   |                  |                                                             |                                                             |                                                             |                                                             |  |              |                                                       |                                                       |                                                       |                                                       |  |           |                                                       |                                                       |                                                       |                                                       |  |         |                                               |                                               |  |
|  | Dinaburg                                                     | 0                                                            | 2                                                            | 2                                                            |   |                  |                                                             |                                                             |                                                             |                                                             |  |              |                                                       |                                                       |                                                       |                                                       |  |           |                                                       |                                                       |                                                       |                                                       |  |         |                                               |                                               |  |
|  | Dinaburg                                                     | 0                                                            | 2                                                            | 2                                                            |   | AEK Atenas       | 2                                                           | 0                                                           | 2                                                           |                                                             |  |              |                                                       |                                                       |                                                       |                                                       |  |           |                                                       |                                                       |                                                       |                                                       |  |         |                                               |                                               |  |
|  |                                                              |                                                              |                                                              |                                                              |   | AEK Atenas       | 2                                                           | 0                                                           | 2                                                           |                                                             |  |              |                                                       |                                                       |                                                       |                                                       |  |           |                                                       |                                                       |                                                       |                                                       |  |         |                                               |                                               |  |
|  |                                                              |                                                              | Sturm Graz                                                   | 0                                                            | 1 | 1                |                                                             |                                                             |                                                             |                                                             |  |              |                                                       |                                                       |                                                       |                                                       |  |           |                                                       |                                                       |                                                       |                                                       |  |         |                                               |                                               |  |
|  | APOEL Nicosia                                                | 0                                                            | Sturm Graz                                                   | 0                                                            | 1 | 1                | 0                                                           | 0                                                           |                                                             |                                                             |  |              |                                                       |                                                       |                                                       |                                                       |  |           |                                                       |                                                       |                                                       |                                                       |  |         |                                               |                                               |  |
|  | APOEL Nicosia                                                | 0                                                            |                                                              |                                                              |   |                  |                                                             |                                                             |                                                             |                                                             |  |              |                                                       |                                                       |                                                       |                                                       |  |           |                                                       |                                                       |                                                       |                                                       |  |         |                                               |                                               |  |
|  | Sturm Graz                                                   | 1                                                            | 3                                                            | 4                                                            |   |                  |                                                             |                                                             |                                                             |                                                             |  |              |                                                       |                                                       |                                                       |                                                       |  |           |                                                       |                                                       |                                                       |                                                       |  |         |                                               |                                               |  |
|  | Sturm Graz                                                   | 1                                                            | 3                                                            | 4                                                            |   |                  |                                                             |                                                             |                                                             |                                                             |  | AEK Atenas   | 0                                                     | 1                                                     | 1                                                     |                                                       |  |           |                                                       |                                                       |                                                       |                                                       |  |         |                                               |                                               |  |
|  |                                                              |                                                              |                                                              |                                                              |   |                  |                                                             |                                                             |                                                             |                                                             |  | AEK Atenas   | 0                                                     | 1                                                     | 1                                                     |                                                       |  |           |                                                       |                                                       |                                                       |                                                       |  |         |                                               |                                               |  |
|  |                                                              |                                                              | Lokomotiv Moscú                                              | 0                                                            | 2 | 2                |                                                             |                                                             |                                                             |                                                             |  |              |                                                       |                                                       |                                                       |                                                       |  |           |                                                       |                                                       |                                                       |                                                       |  |         |                                               |                                               |  |
|  | Belshyna Babruisk                                            | 1                                                            | Lokomotiv Moscú                                              | 0                                                            | 2 | 2                | 0                                                           | 1                                                           |                                                             |                                                             |  |              |                                                       |                                                       |                                                       |                                                       |  |           |                                                       |                                                       |                                                       |                                                       |  |         |                                               |                                               |  |
|  | Belshyna Babruisk                                            | 1                                                            |                                                              |                                                              |   |                  |                                                             |                                                             |                                                             |                                                             |  |              |                                                       |                                                       |                                                       |                                                       |  |           |                                                       |                                                       |                                                       |                                                       |  |         |                                               |                                               |  |
|  | Lokomotiv Moscú                                              | 2                                                            | 3                                                            | 5                                                            |   |                  |                                                             |                                                             |                                                             |                                                             |  |              |                                                       |                                                       |                                                       |                                                       |  |           |                                                       |                                                       |                                                       |                                                       |  |         |                                               |                                               |  |
|  | Lokomotiv Moscú                                              | 2                                                            | 3                                                            | 5                                                            |   | Lokomotiv Moscú  | 2                                                           | 0                                                           | 2                                                           |                                                             |  |              |                                                       |                                                       |                                                       |                                                       |  |           |                                                       |                                                       |                                                       |                                                       |  |         |                                               |                                               |  |
|  |                                                              |                                                              |                                                              |                                                              |   | Lokomotiv Moscú  | 2                                                           | 0                                                           | 2                                                           |                                                             |  |              |                                                       |                                                       |                                                       |                                                       |  |           |                                                       |                                                       |                                                       |                                                       |  |         |                                               |                                               |  |
|  |                                                              |                                                              | Kocaelispor                                                  | 1                                                            | 0 | 1                |                                                             |                                                             |                                                             |                                                             |  |              |                                                       |                                                       |                                                       |                                                       |  |           |                                                       |                                                       |                                                       |                                                       |  |         |                                               |                                               |  |
|  | Kocaelispor                                                  | 2                                                            | Kocaelispor                                                  | 1                                                            | 0 | 1                | 1                                                           | 3                                                           |                                                             |                                                             |  |              |                                                       |                                                       |                                                       |                                                       |  |           |                                                       |                                                       |                                                       |                                                       |  |         |                                               |                                               |  |
|  | Kocaelispor                                                  | 2                                                            |                                                              |                                                              |   |                  |                                                             |                                                             |                                                             |                                                             |  |              |                                                       |                                                       |                                                       |                                                       |  |           |                                                       |                                                       |                                                       |                                                       |  |         |                                               |                                               |  |
|  | National Bucurest                                            | 0                                                            | 0                                                            | 0                                                            |   |                  |                                                             |                                                             |                                                             |                                                             |  |              |                                                       |                                                       |                                                       |                                                       |  |           |                                                       |                                                       |                                                       |                                                       |  |         |                                               |                                               |  |
|  | National Bucurest                                            | 0                                                            | 0                                                            | 0                                                            |   |                  |                                                             |                                                             |                                                             |                                                             |  |              |                                                       |                                                       |                                                       |                                                       |  |           |                                                       |                                                       |                                                       |                                                       |  |         |                                               |                                               |  |
|  |                                                              |                                                              |                                                              |                                                              |   |                  |                                                             |                                                             |                                                             |                                                             |  |              |                                                       |                                                       |                                                       |                                                       |  |           |                                                       |                                                       |                                                       |                                                       |  |         |                                               |                                               |  |

### Primera ronda
Ida
| 18-9-1997 | Kocaelispor                | 2–0     | Național București | İsmet Paşa Stadium, İzmit                                  |                                                            |
|           | Albayrak 41' · Moshoeu 44' | Reporte |                    | Asistencia: 5,794 espectadores Árbitro(s): Claus Bo Larsen | Asistencia: 5,794 espectadores Árbitro(s): Claus Bo Larsen |

| 18-9-1997 | APOEL | 0–1     | Sturm Graz  | Makario Stadium, Nicosia                                 |                                                          |
|           |       | Reporte | Spiteri 80' | Asistencia: 3,700 espectadores Árbitro(s): Romans Lajuks | Asistencia: 3,700 espectadores Árbitro(s): Romans Lajuks |

| 18-9-1997 | ÍBV          | 1–3     | VfB Stuttgart                 | Laugardalsvöllur, Reykjavik                            |                                                        |
|           | Ólafsson 40' | Reporte | Bobic 9', 12' · Akpoborie 70' | Asistencia: 3,148 espectadores Árbitro(s): John Ashman | Asistencia: 3,148 espectadores Árbitro(s): John Ashman |

| 18-9-1997 | Boavista                   | 2–3     | Shakhtar Donetsk             | Estádio do Bessa, Oporto                              |                                                       |
|           | Rui Miguel 35' · Litos 44' | Reporte | Zubov 29' · Atelkin 60', 63' | Asistencia: 8,000 espectadores Árbitro(s): Luc Huyghe | Asistencia: 8,000 espectadores Árbitro(s): Luc Huyghe |

| 18-9-1997 | Germinal Ekeren                      | 3–2     | Red Star Belgrade              | Veltwijckstadion, Ekeren                                 |                                                          |
|           | Kovács 17' · Hofmans 57' · Dauwe 70' | Reporte | Ognjenović 60' · Stanković 63' | Asistencia: 3,750 espectadores Árbitro(s): Atanas Uzunov | Asistencia: 3,750 espectadores Árbitro(s): Atanas Uzunov |

| 18-9-1997 | AIK | 0–1     | Primorje    | Råsunda Stadium, Stockholm                                 |                                                            |
|           |     | Reporte | Rudonja 84' | Asistencia: 4,100 espectadores Árbitro(s): Vladimír Hriňák | Asistencia: 4,100 espectadores Árbitro(s): Vladimír Hriňák |

| 18-9-1997 | AEK Athens                                                             | 5–0     | Dinaburg | Nikos Goumas Stadium, Atenas                                  |                                                               |
|           | Kopitsis 36' (pen.), 45' · Katsavos 64' · Kalitzakis 67' · Marcelo 77' | Reporte |          | Asistencia: 10,587 espectadores Árbitro(s): Hans-Jürgen Weber | Asistencia: 10,587 espectadores Árbitro(s): Hans-Jürgen Weber |

| 18-9-1997 | Slavia Prague                                   | 4–2     | Luzern                      | Stadion Eden, Praga                                         |                                                             |
|           | Ašanin 4' · Vácha 13' · Vágner 48' · Labant 53' | Reporte | Aleksandrov 6' · Koilov 74' | Asistencia: 5,614 espectadores Árbitro(s): Fiorenzo Treossi | Asistencia: 5,614 espectadores Árbitro(s): Fiorenzo Treossi |

| 18-9-1997 | Hapoel Be'er Sheva  | 1–4     | Roda                                | Vasermil Stadium, Be'er Sheva                                   |                                                                 |
|           | Benayoun 63' (pen.) | Reporte | Van Houdt 14', 30' · Torma 23', 34' | Asistencia: 3,240 espectadores Árbitro(s): Arturo Dauden Ibañez | Asistencia: 3,240 espectadores Árbitro(s): Arturo Dauden Ibañez |

| 18-9-1997 | NK Zagreb                            | 3–2     | Tromsø                     | Stadion Kranjčevićeva, Zagreb                         |                                                       |
|           | Lalić 44' · Sopić 49' · Baturina 50' | Reporte | B. Johansen 56' · Årst 79' | Asistencia: 569 espectadores Árbitro(s): Attila Juhos | Asistencia: 569 espectadores Árbitro(s): Attila Juhos |

| 18-9-1997 | Copenhagen                        | 3–0     | Ararat Yerevan | Parken Stadium, Copenhague                               |                                                          |
|           | Jónsson 16' · Højer 54' · Tur 89' | Reporte |                | Asistencia: 7,563 espectadores Árbitro(s): Konrad Plautz | Asistencia: 7,563 espectadores Árbitro(s): Konrad Plautz |

| 18-9-1997 | Belshina Bobruisk     | 1–2     | Lokomotiv Moscow          | Dinamo Stadium, Minsk                                        |                                                              |
|           | Hlebasolaw 14' (pen.) | Reporte | Loskov 49' · Borodyuk 72' | Asistencia: 3,594 espectadores Árbitro(s): Kostadin Gerginov | Asistencia: 3,594 espectadores Árbitro(s): Kostadin Gerginov |

| 18-9-1997 | Chelsea                      | 2–0     | Slovan Bratislava | Stamford Bridge, Londres                                 |                                                          |
|           | Di Matteo 6' · Granville 80' | Reporte |                   | Asistencia: 23,067 espectadores Árbitro(s): Robert Boggi | Asistencia: 23,067 espectadores Árbitro(s): Robert Boggi |

| 18-9-1997 | Nice                    | 3–1     | Kilmarnock        | Stade du Ray, Niza                                      |                                                         |
|           | Kohn 13', 48' · Rol 79' | Reporte | Wright 78' (pen.) | Asistencia: 10,812 espectadores Árbitro(s): Oğuz Sarvan | Asistencia: 10,812 espectadores Árbitro(s): Oğuz Sarvan |

| 18-9-1997 | Real Betis       | 2–0     | BVSC Budapest | Estadio Ramón Sánchez Pizjuán, Sevilla                |                                                       |
|           | Alfonso 58', 73' | Reporte |               | Asistencia: 5,300 espectadores Árbitro(s): Dani Koren | Asistencia: 5,300 espectadores Árbitro(s): Dani Koren |

| 18-9-1997 | Vicenza                    | 2–0     | Legia Warsaw | Stadio Romeo Menti, Vicenza                                  |                                                              |
|           | Luiso 10' · Ambrosetti 24' | Reporte |              | Asistencia: 10,081 espectadores Árbitro(s): Hermann Albrecht | Asistencia: 10,081 espectadores Árbitro(s): Hermann Albrecht |

Vuelta
| 2-10-1997 | Național București | 0–1 (Global 0-3) | Kocaelispor | Stadionul Cotroceni, Bucharest                           |                                                          |
|           |                    | Reporte          | Çolak 79'   | Asistencia: 8,000 espectadores Árbitro(s): Stephen Lodge | Asistencia: 8,000 espectadores Árbitro(s): Stephen Lodge |

| 2-10-1997 | Sturm Graz                          | 3–0 (Global 4-0) | APOEL | Arnold Schwarzenegger-Stadium, Graz                        |                                                            |
|           | Reinmayr 3' · Vastić 29' · Haas 43' | Reporte          |       | Asistencia: 11,500 espectadores Árbitro(s): Haim Lipkovitz | Asistencia: 11,500 espectadores Árbitro(s): Haim Lipkovitz |

| 2-10-1997 | VfB Stuttgart      | 2–1 (Global 5-2) | ÍBV          | Gottlieb-Daimler-Stadion, Stuttgart                         |                                                             |
|           | Akpoborie 73', 76' | Reporte          | Lárusson 79' | Asistencia: 12,483 espectadores Árbitro(s): Marek Kowalczyk | Asistencia: 12,483 espectadores Árbitro(s): Marek Kowalczyk |

| 2-10-1997 | Shakhtar Donetsk | 1–1 (Global 4-3) | Boavista   | Shakhtar Central Stadium, Donetsk                           |                                                             |
|           | Potskhveria 79'  | Reporte          | Latapy 89' | Asistencia: 25,000 espectadores Árbitro(s): Claude Détruche | Asistencia: 25,000 espectadores Árbitro(s): Claude Détruche |

| 2-10-1997 | Red Star Belgrade | 1–1 (Global 3-4) | Germinal Ekeren | Stadion Crvena Zvezda, Belgrade                          |                                                          |
|           | Drulić 18'        | Reporte          | Radzinski 67'   | Asistencia: 48,000 espectadores Árbitro(s): Karol Ihring | Asistencia: 48,000 espectadores Árbitro(s): Karol Ihring |

| 2-10-1997 | Primorje     | 1–1 (t. s.)(Global 2-1) | AIK           | Ajdovščina Football Stadium, Ajdovscina                     |                                                             |
|           | Rudonja 110' | Reporte                 | Novaković 78' | Asistencia: 1,132 espectadores Árbitro(s): Sotirios Vorgias | Asistencia: 1,132 espectadores Árbitro(s): Sotirios Vorgias |

| 2-10-1997 | Dinaburg                         | 2–4 (Global 2-9) | AEK Athens                                     | Daugava Stadium, Riga                                       |                                                             |
|           | Fedotovs 34' · Sergei Isayev 62' | Reporte          | Nikolaidis 35', 80' · Vlachos 50' · Kostis 72' | Asistencia: 500 espectadores Árbitro(s): Tom Henning Øvrebø | Asistencia: 500 espectadores Árbitro(s): Tom Henning Øvrebø |

| 2-10-1997 | Luzern | 0–2 (Global 2-6) | Slavia Prague                  | Stadion Allmend, Lucerna                                 |                                                          |
|           |        | Reporte          | Koilov 55' (a.g.) · Vágner 74' | Asistencia: 5,614 espectadores Árbitro(s): Mikko Vuorela | Asistencia: 5,614 espectadores Árbitro(s): Mikko Vuorela |

| 2-10-1997 | Roda                                                                                           | 10–0 (Global 14-1) | Hapoel Be'er Sheva | Gemeentelijk Sportpark Kaalheide, Kerkrade             |                                                        |
|           | Van Houdt 18', 31', 69' · Lawal 40', 60' · Ooijer 50', 85' (pen.) · Vrede 54' · Torma 71', 90' | Reporte            |                    | Asistencia: 5,010 espectadores Árbitro(s): Roland Beck | Asistencia: 5,010 espectadores Árbitro(s): Roland Beck |

| 2-10-1997 | Tromsø                                         | 4–2 (t. s.)(Global 6-5) | NK Zagreb            | Alfheim Stadion, Tromsø                                       |                                                               |
|           | Lange 14', 117' · Årst 75' · S.M. Johansen 90' | Reporte                 | Vukić 54' · Bule 58' | Asistencia: 3,893 espectadores Árbitro(s): Andreas Schluchter | Asistencia: 3,893 espectadores Árbitro(s): Andreas Schluchter |

| 2-10-1997 | Ararat Yerevan | 0–2 (Global 0-5) | Copenhagen                  | Hrazdan Stadium, Ereván                                  |                                                          |
|           |                | Reporte          | M. Nielsen 87' · Šestan 89' | Asistencia: 700 espectadores Árbitro(s): Ladislav Gádoši | Asistencia: 700 espectadores Árbitro(s): Ladislav Gádoši |

| 2-10-1997 | Lokomotiv Moscow                           | 3–0 (Global 5-1) | Belshina Bobruisk | Lokomotiv Stadium, Moscú                                 |                                                          |
|           | Maminov 22' · Kharlachyov 41' · Loskov 74' | Reporte          |                   | Asistencia: 1,500 espectadores Árbitro(s): Stuart Dougal | Asistencia: 1,500 espectadores Árbitro(s): Stuart Dougal |

| 2-10-1997 | Slovan Bratislava | 0–2 (Global 0-4) | Chelsea                    | Tehelné pole, Bratislava                                |                                                         |
|           |                   | Reporte          | Vialli 28' · Di Matteo 60' | Asistencia: 11,003 espectadores Árbitro(s): Alain Hamer | Asistencia: 11,003 espectadores Árbitro(s): Alain Hamer |

| 2-10-1997 | Kilmarnock | 1–1 (Global 2-4) | Nice           | Rugby Park, Kilmarnock                                     |                                                            |
|           | Reilly 32' | Reporte          | Milinković 76' | Asistencia: 8,402 espectadores Árbitro(s): Juha Hirviniemi | Asistencia: 8,402 espectadores Árbitro(s): Juha Hirviniemi |

| 2-10-1997 | BVSC Budapest | 0–2 (Global 0-4) | Real Betis                       | Szőnyi úti Stadion, Budapest                                  |                                                               |
|           |               | Reporte          | Alexis Trujillo 7' · Alfonso 49' | Asistencia: 1,200 espectadores Árbitro(s): Kazimir Znaydinsky | Asistencia: 1,200 espectadores Árbitro(s): Kazimir Znaydinsky |

| 2-10-1997 | Legia Warsaw | 1–1 (Global 1-3) | Vicenza   | Polish Army Stadium, Varsovia                             |                                                           |
|           | Kacprzak 57' | Reporte          | Zauli 86' | Asistencia: 4,022 espectadores Árbitro(s): Milan Mitrović | Asistencia: 4,022 espectadores Árbitro(s): Milan Mitrović |

### Octavos de final
Ida
| 23-10-1997 | Tromsø                             | 3–2     | Chelsea         | Alfheim Stadion, Tromsø                                 |                                                         |
|            | Nilsen 6' · Fermann 19' · Årst 86' | Reporte | Vialli 85', 90' | Asistencia: 6,438 espectadores Árbitro(s): Jacek Granat | Asistencia: 6,438 espectadores Árbitro(s): Jacek Granat |

| 23-10-1997 | Germinal Ekeren | 0–4     | VfB Stuttgart                       | Veltwijckstadion, Ekeren                                    |                                                             |
|            |                 | Reporte | Bobic 43', 61' · Akpoborie 55', 75' | Asistencia: 2,704 espectadores Árbitro(s): Knud Erik Fisker | Asistencia: 2,704 espectadores Árbitro(s): Knud Erik Fisker |

| 23-10-1997 | Lokomotiv Moscow               | 2–1     | Kocaelispor | Lokomotiv Stadium, Moscú                                  |                                                           |
|            | Kharlachyov 33' · Janashia 82' | Reporte | Uzun 73'    | Asistencia: 3,500 espectadores Árbitro(s): Georg Dardenne | Asistencia: 3,500 espectadores Árbitro(s): Georg Dardenne |

| 23-10-1997 | Shakhtar Donetsk | 1–3     | Vicenza                        | Shakhtar Central Stadium, Donetsk                           |                                                             |
|            | Zubov 62'        | Reporte | Luiso 1', 90+3' · Beghetto 56' | Asistencia: 15,286 espectadores Árbitro(s): Pascal Garibian | Asistencia: 15,286 espectadores Árbitro(s): Pascal Garibian |

| 23-10-1997 | Real Betis          | 2–0     | Copenhagen | Estadio Benito Villamarín, Sevilla                       |                                                          |
|            | Oli 25' · Cañas 39' | Reporte |            | Asistencia: 7,800 espectadores Árbitro(s): Leslie Irvine | Asistencia: 7,800 espectadores Árbitro(s): Leslie Irvine |

| 23-10-1997 | AEK Athens                | 2–0     | Sturm Graz | Nikos Goumas Stadium, Atenas                                    |                                                                 |
|            | Batista 75' · Marcelo 84' | Reporte |            | Asistencia: 13,329 espectadores Árbitro(s): Alfredo Trentalange | Asistencia: 13,329 espectadores Árbitro(s): Alfredo Trentalange |

| 23-10-1997 | Nice                    | 2–2     | Slavia Prague  | Stade du Ray, Niza                                                |                                                                   |
|            | Aulanier 6' (pen.), 77' | Reporte | Vácha 14', 35' | Asistencia: 14,274 espectadores Árbitro(s): Celino Gracia Redondo | Asistencia: 14,274 espectadores Árbitro(s): Celino Gracia Redondo |

| 23-10-1997 | Primorje | 0–2     | Roda                      | Bežigrad Stadium, Ljubljana                          |                                                      |
|            |          | Reporte | Lawal 15' · Van Houdt 67' | Asistencia: 984 espectadores Árbitro(s): Metin Tokat | Asistencia: 984 espectadores Árbitro(s): Metin Tokat |

Vuelta
| 6-11-1997 | Chelsea                                                                  | 7–1 (Global 9-4) | Tromsø          | Stamford Bridge, Londres                                    |                                                             |
|           | Petrescu 12', 85' · Vialli 24', 60', 75' · Zola 43' · Leboeuf 54' (pen.) | Reporte          | B. Johansen 39' | Asistencia: 29,363 espectadores Árbitro(s): Vasyl Melnychuk | Asistencia: 29,363 espectadores Árbitro(s): Vasyl Melnychuk |

| 6-11-1997 | VfB Stuttgart              | 2–4 (Global 6-4) | Germinal Ekeren                                            | Gottlieb-Daimler-Stadion, Stuttgart                            |                                                                |
|           | Verlaat 12' · Poschner 34' | Reporte          | Van Ankeren 43', 82' · Van Geneugden 45' · Karagiannis 72' | Asistencia: 10,800 espectadores Árbitro(s): Pierluigi Pairetto | Asistencia: 10,800 espectadores Árbitro(s): Pierluigi Pairetto |

| 6-11-1997 | Kocaelispor | 0–0 (Global 1-2) | Lokomotiv Moscow | İsmet Paşa Stadium, İzmit                                 |                                                           |
|           |             | Reporte          |                  | Asistencia: 12,000 espectadores Árbitro(s): Fernand Meese | Asistencia: 12,000 espectadores Árbitro(s): Fernand Meese |

| 6-11-1997 | Vicenza                 | 2–1 (Global 5-2) | Shakhtar Donetsk | Stadio Romeo Menti, Vicenza                                |                                                            |
|           | Luiso 24' · Viviani 70' | Reporte          | Atelkin 59'      | Asistencia: 9,500 espectadores Árbitro(s): Roy Helge Olsen | Asistencia: 9,500 espectadores Árbitro(s): Roy Helge Olsen |

| 6-11-1997 | Copenhagen            | 1–1 (Global 1-3) | Real Betis | Parken Stadium, Copenhague                               |                                                          |
|           | P. Nielsen 60' (pen.) | Reporte          | Ureña 80'  | Asistencia: 10,140 espectadores Árbitro(s): Willie Young | Asistencia: 10,140 espectadores Árbitro(s): Willie Young |

| 6-11-1997 | Sturm Graz  | 1–0 (Global 1-2) | AEK Athens | Arnold Schwarzenegger Stadium, Graz                       |                                                           |
|           | Spiteri 82' | Reporte          |            | Asistencia: 15,400 espectadores Árbitro(s): Atanas Uzunov | Asistencia: 15,400 espectadores Árbitro(s): Atanas Uzunov |

| 6-11-1997                                                  | Slavia Prague | 1–1 (Global 3-3) | Nice              | Stadion Eden, Praga                                              |                                                                  |
|                                                            | Labant 80'    | Reporte          | Vandecasteele 74' | Asistencia: 7,312 espectadores Árbitro(s): Lutz Michael Fröhlich | Asistencia: 7,312 espectadores Árbitro(s): Lutz Michael Fröhlich |
| Slavia Prague clasifica por la regla del gol de visitante. |               |                  |                   |                                                                  |                                                                  |

| 6-11-1997 | Roda                                                         | 4–0 (Global 6-0) | Primorje | Gemeentelijk Sportpark Kaalheide, Kerkrade                 |                                                            |
|           | Van der Luer 44' · Peeters 49' · Zafarin 74' · Valgaeren 84' | Reporte          |          | Asistencia: 8,000 espectadores Árbitro(s): Lucílio Batista | Asistencia: 8,000 espectadores Árbitro(s): Lucílio Batista |

### Cuartos de final
Ida
| 5-3-1998 | Roda        | 1–4     | Vicenza                                  | Gemeentelijk Sportpark Kaalheide, Kerkrade                |                                                           |
|          | Peeters 73' | Reporte | Luiso 17', 40' · Belotti 29' · Otero 67' | Asistencia: 14,000 espectadores Árbitro(s): Václav Krondl | Asistencia: 14,000 espectadores Árbitro(s): Václav Krondl |

| 5-3-1998 | Slavia Prague | 1–1     | VfB Stuttgart | Stadion Evžena Rošického, Praga                          |                                                          |
|          | Vácha 39'     | Reporte | Poschner 51'  | Asistencia: 8,712 espectadores Árbitro(s): Rune Pedersen | Asistencia: 8,712 espectadores Árbitro(s): Rune Pedersen |

| 5-3-1998 | AEK Athens | 0–0     | Lokomotiv Moscow | Nikos Goumas Stadium, Atenas                         |                                                      |
|          |            | Reporte |                  | Asistencia: 24,367 espectadores Árbitro(s): Dick Jol | Asistencia: 24,367 espectadores Árbitro(s): Dick Jol |

| 5-3-1998 | Real Betis  | 1–2     | Chelsea     | Estadio Benito Villamarín, Sevilla                        |                                                           |
|          | Alfonso 46' | Reporte | Flo 7', 12' | Asistencia: 19,300 espectadores Árbitro(s): Atanas Uzunov | Asistencia: 19,300 espectadores Árbitro(s): Atanas Uzunov |

Vuelta
| 19-3-1998 | Vicenza                                                          | 5–0 (Global 9-1) | Roda | Stadio Romeo Menti, Vicenza                             |                                                         |
|           | Luiso 4' · Firmani 24' · Méndez 38' · Ambrosetti 42' · Zauli 47' | Reporte          |      | Asistencia: 14,362 espectadores Árbitro(s): Hugh Dallas | Asistencia: 14,362 espectadores Árbitro(s): Hugh Dallas |

| 19-3-1998 | VfB Stuttgart   | 2–0 (Global 3-1) | Slavia Prague | Gottlieb-Daimler-Stadion, Stuttgart                            |                                                                |
|           | Balakov 9', 88' | Reporte          |               | Asistencia: 18,921 espectadores Árbitro(s): José García Aranda | Asistencia: 18,921 espectadores Árbitro(s): José García Aranda |

| 19-3-1998 | Lokomotiv Moscow                | 2–1 (Global 2-1) | AEK Athens          | Lokomotiv Stadium, Moscú                                |                                                         |
|           | Kharlachyov 53' · Chugainov 90' | Reporte          | Kopitsis 67' (pen.) | Asistencia: 11,256 espectadores Árbitro(s): Markus Merk | Asistencia: 11,256 espectadores Árbitro(s): Markus Merk |

| 19-3-1998 | Chelsea                                 | 3–1 (Global 5-2) | Real Betis | Stamford Bridge, Londres                                    |                                                             |
|           | Sinclair 30' · Di Matteo 50' · Zola 90' | Reporte          | Finidi 20' | Asistencia: 32,300 espectadores Árbitro(s): Bernd Heynemann | Asistencia: 32,300 espectadores Árbitro(s): Bernd Heynemann |

### Semifinales
Ida
| 2-4-1998 | Vicenza   | 1–0     | Chelsea | Stadio Romeo Menti, Vicenza                                  |                                                              |
|          | Zauli 16' | Reporte |         | Asistencia: 19,319 espectadores Árbitro(s): Manuel Díaz Vega | Asistencia: 19,319 espectadores Árbitro(s): Manuel Díaz Vega |

| 2-4-1998 | VfB Stuttgart             | 2–1     | Lokomotiv Moscow | Gottlieb-Daimler-Stadion, Stuttgart                            |                                                                |
|          | Akpoborie 42' · Bobic 90' | Reporte | Janashia 22'     | Asistencia: 14,416 espectadores Árbitro(s): Vítor Melo Pereira | Asistencia: 14,416 espectadores Árbitro(s): Vítor Melo Pereira |

Vuelta
| 16-4-1998 | Chelsea                              | 3–1 (Global 3-2) | Vicenza   | Stamford Bridge, Londres                               |                                                        |
|           | Poyet 34' · Zola 50' · M. Hughes 76' | Reporte          | Luiso 32' | Asistencia: 33,810 espectadores Árbitro(s): Marc Batta | Asistencia: 33,810 espectadores Árbitro(s): Marc Batta |

| 16-4-1998 | Lokomotiv Moscow | 0–1 (Global 1-3) | VfB Stuttgart | Lokomotiv Stadium, Moscú                                       |                                                                |
|           |                  | Reporte          | Bobic 24'     | Asistencia: 18,650 espectadores Árbitro(s): Kim Milton Nielsen | Asistencia: 18,650 espectadores Árbitro(s): Kim Milton Nielsen |

## Final
| 1  | POR | Ed de Goey        |     |
| 6  | DEF | Danny Granville   |     |
| 5  | DEF | Frank Leboeuf     |     |
| 4  | DEF | Michael Duberry   |     |
| 3  | DEF | Steve Clarke      |     |
| 2  | DEF | Dan Petrescu      |     |
| 11 | MED | Dennis Wise       |     |
| 16 | MED | Roberto Di Matteo |     |
| 8  | MED | Gustavo Poyet     | 80' |
| 19 | DEL | Tore André Flo    | 71' |
| 9  | DEL | Gianluca Vialli   |     |
| DT | DT  | Gianluca Vialli   |     |

| 1  | POR | Franz Wohlfahrt    |     |
| 14 | DEF | Thomas Schneider   | 55' |
| 4  | DEF | Thomas Berthold    |     |
| 5  | DEF | Murat Yakin        |     |
| 3  | MED | Gerhard Poschner   |     |
| 20 | MED | Zvonimir Soldo     |     |
| 6  | MED | Matthias Hagner    | 79' |
| 8  | MED | Marco Haber        | 75' |
| 10 | MED | Krassimir Balakov  |     |
| 11 | DEL | Fredi Bobic        |     |
| 27 | DEL | Jonathan Akpoborie |     |
| DT | DT  | Joachim Löw        |     |

| 25 | DEL | Gianfranco Zola | 71' |
| 24 | MED | Eddie Newton    | 80' |

| 21 | DEF | Jochen Endress     | 55' |
| 7  | MED | Kristijan Đorđević | 75' |
| 9  | DEL | Sreto Ristić       | 79' |

|  | 71' | Gianfranco Zola | 1-0 |

|  | 25' | Dennis Wise |

|  | 33' | Jonathan Akpoborie |

|  | 85' | Dan Petrescu |

|  | 90+2 | Gerhard Poschner |

| Árbitro | Stefano Braschi |

| 1  | POR | Ed de Goey        |     |
| 6  | DEF | Danny Granville   |     |
| 5  | DEF | Frank Leboeuf     |     |
| 4  | DEF | Michael Duberry   |     |
| 3  | DEF | Steve Clarke      |     |
| 2  | DEF | Dan Petrescu      |     |
| 11 | MED | Dennis Wise       |     |
| 16 | MED | Roberto Di Matteo |     |
| 8  | MED | Gustavo Poyet     | 80' |
| 19 | DEL | Tore André Flo    | 71' |
| 9  | DEL | Gianluca Vialli   |     |
| DT | DT  | Gianluca Vialli   |     |

| 1  | POR | Franz Wohlfahrt    |     |
| 14 | DEF | Thomas Schneider   | 55' |
| 4  | DEF | Thomas Berthold    |     |
| 5  | DEF | Murat Yakin        |     |
| 3  | MED | Gerhard Poschner   |     |
| 20 | MED | Zvonimir Soldo     |     |
| 6  | MED | Matthias Hagner    | 79' |
| 8  | MED | Marco Haber        | 75' |
| 10 | MED | Krassimir Balakov  |     |
| 11 | DEL | Fredi Bobic        |     |
| 27 | DEL | Jonathan Akpoborie |     |
| DT | DT  | Joachim Löw        |     |

| 25 | DEL | Gianfranco Zola | 71' |
| 24 | MED | Eddie Newton    | 80' |

| 21 | DEF | Jochen Endress     | 55' |
| 7  | MED | Kristijan Đorđević | 75' |
| 9  | DEL | Sreto Ristić       | 79' |

|  | 71' | Gianfranco Zola | 1-0 |

|  | 25' | Dennis Wise |

|  | 33' | Jonathan Akpoborie |

|  | 85' | Dan Petrescu |

|  | 90+2 | Gerhard Poschner |

| Árbitro | Stefano Braschi |

## Campeón
| England                   |
| Campeón Chelsea 2° título |

## Goleadores
Los máximos goleadores de la Recopa de Europa 1997–98 fueron:
| Lugar | Jugador             | Equipo             | Goles |
| ----- | ------------------- | ------------------ | ----- |
| 1     | Pasquale Luiso      | Vicenza            | 8     |
| 2     | Jonathan Akpoborie  | Stuttgart          | 6     |
| 2     | Fredi Bobic         | Stuttgart          | 6     |
| 2     | Peter Van Houdt     | Roda               | 6     |
| 3     | Gianluca Vialli     | Chelsea            | 5     |
| 6     | Alfonso             | Real Betis         | 4     |
| 6     | Gábor Torma         | Roda               | 4     |
| 6     | Karel Vácha         | Slavia Prague      | 4     |
| 6     | Gianfranco Zola     | Chelsea            | 4     |
| 10    | Ole Martin Årst     | Tromsø             | 3     |
| 10    | Serhiy Atelkin      | Shakhtar Donetsk   | 3     |
| 10    | Nino Bule           | Zagreb             | 3     |
| 10    | Roberto Di Matteo   | Chelsea            | 3     |
| 10    | Tryggvi Guðmundsson | ÍBV                | 3     |
| 10    | Yevgeni Kharlachyov | Lokomotiv Moscow   | 3     |
| 10    | Charis Kopitsis     | AEK Athens         | 3     |
| 10    | Garba Lawal         | Roda               | 3     |
| 10    | Radu Niculescu      | Național București | 3     |
| 10    | Adrian Pigulea      | Național București | 3     |
| 10    | Mladen Rudonja      | Primorje           | 3     |
| 10    | Tomasz Sokołowski   | Legia Warsaw       | 3     |
| 10    | Dejan Stanković     | Red Star Belgrade  | 3     |
| 10    | Paul Wright         | Kilmarnock         | 3     |